# Struthwiesen bei Großaltenstädten
Struthwiesen bei Großaltenstädten este o arie protejată (arie specială de conservare — SAC, sit de importanță comunitară — SCI) din Germania întinsă pe o suprafață de 167,02 ha, integral pe uscat.

## Localizare
Centrul sitului Struthwiesen bei Großaltenstädten este situat la coordonatele 50°40′09″N 8°29′11″E / 50.6692°N 8.4864°E.

## Înființare
Situl Struthwiesen bei Großaltenstädten a fost declarat sit de importanță comunitară în iunie 2000 pentru a proteja 1 specie de animale. Situl a fost protejat și ca arie specială de conservare în martie 2008.

## Biodiversitate
Situată în ecoregiunea continentală, aria protejată conține 3 habitate naturale: Formațiuni ierboase bogate în specii de Nardus, dezvoltate pe substraturi silicioase în zone montane (și în zone submontane, în Europa continentală), Pajiști cu Molinia pe soluri calcaroase, turboase sau argilos-nămoloase (Molinion caeruleae), Fânețe de joasă altitudine (Alopecurus pratensis, Sanguisorba officinalis).
La baza desemnării sitului se află o specie protejată de  nevertebrate: phengaris nausithous (Maculinea nausithous).
Pe lângă speciile protejate, pe teritoriul sitului au mai fost identificate 14 specii de plante, 5 specii de nevertebrate.